# Boarmia procursaria
Boarmia procursaria är en fjärilsart som beskrevs av Walker 1860. Boarmia procursaria ingår i släktet Boarmia och familjen mätare. Inga underarter finns listade i Catalogue of Life.